# 우라늄 매장국 순위에 따른 나라 목록
우라늄 매장국 순위에 따른 나라 목록은 다음과 같다.
- 1위  오스트레일리아 124만 3000톤 (22.7%)
- 2위  카자흐스탄 81만 7000톤 (14.9%)
- 3위  러시아 54만 6000톤 (10.0%)
- 4위  남아프리카 공화국 43만 5000톤 (8%)
- 5위  캐나다 42만 3000톤 (7.7%)
- 6위  미국 34만 2000톤 (6.3%)
- 7위  브라질 27만 8000톤 (5.1%)
- 8위  나미비아 27만 5000톤 (5.0%)
- 9위  니제르 27만 4000톤 (5.0%)
- 10위  우크라이나 20만톤 (3.7%)
- 11위  요르단 11만 2000톤 (2.0%)
- 12위  우즈베키스탄 11만 1000톤 (2.0%)
- 13위  아르헨티나 10만 5000톤 (1.9%)
- 14위  인도 7만 3000톤 (1.3%)
- 15위  중국 6만 8000톤 (1.2%)
- 16위  몽골 6만 2000톤 (1.1%)

## 같이 보기
- 우라늄 광업